# آلما لینوکس
آلما لینوکس یک توزیع لینوکس آزاد و متن‌باز است که  توسط CloudLinux ایجاد شد تا یک سیستم عامل سازمانی با درجه توسعه و پشتیبانی جامع را ارائه دهد که با ردهت نیز سازگار است. اولین نسخه پایدار آلما لینوکس در ۳۰ مارس ۲۰۲۱ منتشر شد. آخرین نسخهٔ آن با شماره ۹٫۳ در تاریخ ۲۲ آبان ۱۴۰۲ منتشر شده است.

## واژه‌کاوی
نام توزیع از کلمه "alma" به معنای "روح" در اسپانیایی و سایر زبان های لاتین گرفته شده است. این نام به عنوان ادای احترام به جامعه لینوکس انتخاب شد.

## پیوندهای بیرونی
- وبگاه رسمی آلما لینوکس
- اتاق گفتگو آلما لینوکس در ردیت
- آلما لینوکس در دیستروواچ